# تئاتر اثل بریمور
تئاتر اثل بریمور (انگلیسی: Ethel Barrymore Theatre) یک سالن تئاتر متعلق به سازمان شوبرت در شهر نیویورک، آمریکا است.
این تئاتر که در سال ۱۹۲۸ تأسیس شده در منطقه تئاتر برادوی قرار دارد و دارای ۱٬۰۵۸ نفر ظرفیت است.